# Uomini proibiti
Uomini proibiti è un film documentario del 2015 diretto da Angelita Fiore.
Il documentario racconta le storie di alcuni sacerdoti che hanno avuto relazioni affettive contrarie al voto di castità e di come la Chiesa cattolica affronti la questione..

## Trama
L'opera lascia la parola direttamente ai sacerdoti, alle loro compagne e ai componenti delle loro famiglie e traccia il percorso di queste persone descrivendo le difficoltà e le conseguenze che il non rispetto del voto di castità comporta.
È raccontata inoltre la storia di una donna che ha avuto una relazione con un sacerdote il quale è invece poi rimasto all'interno della Chiesa.

## Produzione
Il film è stato girato soprattutto a Bologna e nelle zone circostanti e a Padova, nei luoghi in cui vivono le persone le cui vicende vengono narrate. Alla produzione ha contribuito anche l'Emilia Romagna Film Commission.

## Distribuzione
Il film è stato distribuito nelle sale italiane a partire dal 15 marzo 2016.

## Accoglienza
È stato il film rivelazione del Biografilm Festival 2015 e in concorso ai Nastri d’Argento 2016 e al David di Donatello 2016

## Riconoscimenti
- 2015 - Genova Film Festival[4]
  - Menzione speciale come miglior documentario nazionale
  - Menzione speciale della critica
- 2015 - Premio Marcellino De Baggis [1]
  - Miglior documentario della sezione Mistero